# Euonymus microcarpus
Euonymus microcarpus là một loài thực vật có hoa trong họ Dây gối. Loài này được (Oliv. ex Loes.) Sprague mô tả khoa học đầu tiên năm 1908.